# Strong (Arkansas)
Strong è una città degli Stati Uniti d'America situata nello Stato dell'Arkansas, nella Contea di Union.